# Seicercus castaniceps
A Seicercus castaniceps a verébalakúak (Passeriformes) rendjébe, ezen belül a füzikefélék (Phylloscopidae) családjába és a Seicercus nembe tartozó faj. 9-10 centiméter hosszú. Délkelet-Ázsia nedves erdőiben él. Apró gerinctelenekkel, többnyire rovarokkal táplálkozik. Februártól júliusig költ.

## Alfajai
- S. c. castaniceps (Hodgson, 1845) – észak-Indiától dél-Kínán keresztül nyugat- és észak-Mianmarig;
- S. c. sinensis (Rickett, 1898) – közép- és dél-Kína, észak-Laosz és észak-Vietnám területén költ, telelni délkelet-Kínába vonul;
- S. c. laurentei (La Touche, 1922) – dél-Kína;
- S. c. collinsi (Deignan, 1943) – kelet-Mianmar, északnyugat-Thaiföld;
- S. c. stresemanni (Delacour, 1932) – dél-Laosz, délnyugat-Kambodzsa;
- S. c. annamensis (Robinson & Kloss, 1919) – délközép-Vietnám;
- S. c. youngi (Robinson, 1915) – Thaiföld félszigeti része;
- S. c. butleri (E. J. O. Hartert, 1898) – Maláj-félsziget hegyvidéke;
- S. c. muelleri (Robinson & Kloss, 1916) – Szumátra.

## Fordítás
- Ez a szócikk részben vagy egészben  a   Chestnut-crowned warbler című angol Wikipédia-szócikk fordításán alapul.  Az eredeti cikk szerkesztőit annak laptörténete sorolja fel. Ez a jelzés csupán a megfogalmazás eredetét és a szerzői jogokat jelzi, nem szolgál a cikkben szereplő információk forrásmegjelöléseként.